# Nevine igre
Nevine igre je strip epizoda Dilana Doga objavljena u Srbiji u svesci #205. u izdanju Veselog četvrtka. Na kioscima se pojavila 26. oktobra 2023. Koštala je 350 dinara (2,9 €; 3,3 $). Imala je 94 strane.

## Originalna epizoda
Originalna epizoda pod nazivom Giochi innocenti objavljena je premijerno u #414. regularne edicije Dilana Doga u Italiji u izdanju Bonelija. Izašla je 30.1.2021. Koštala je 4,9 €. Scenario je napisala Paola Barbato, a nacrtao Martinelo Paolo. Naslovnu stranu nacrtao Điđi Kavenago.

## Kratak sadržaj
Dok sedi i neobavezno ćaska sa Gručom, Dilanu neprekidno stižu poruke na mobilni telefon. Kada odluči da pogleda o čemu se radi, nalazi da mu je Ranija poslala video klip. Radi se o maloj devojčici koja veruje da u njenoj sobi živi čudovište i noću joj baca konfete. Dilan odlazi kod Ranije i pokazuje joj klip. Ona tvrdi da mu nije poslala taj klip ali prepoznaje Eli, ćerku njenih prijatelja, pomodnih levičara, Beki i Met. Odmah odlaze u njihovu kuću i tamo zatiču Karpentera sa ekipom specijalaca. Saznaju da je devojčica nestala dan ranije.